# ميلاتسو (بييمونتي)
ميلاتسو (بالإيطالية: Melazzo)‏ بلدية في مقاطعة ألساندريا في إقليم بييمونتي الإيطالي وتقع على بعد حوالي 70 كيلومترا إلى الجنوب الشرقي من مدينة تورينو، وحوالي 35 كيلومترا جنوب غربي ألساندريا. بتاريخ 31 ديسمبر 2004 بلغ تعداد سكانها 1,241 نسمة ومساحتها نحو 19.7 كيلومتر مربع.

## السكان
في سنة 1861 بلغ عدد السكان 1٬925 نسمة، وتطور العدد ليصل في سنة 2011 لـ 1٬315 نسمة.
يظهر هذا المخطط البياني تطور النمو السكاني لـ ميلاتسو (بييمونتي)